# Санта-Катарина
Са́нта-Катари́на (порт.-браз. Santa Catarina) — штат Бразилії, розташований у Південному регіоні, 96 000 км², 2,9 млн меш. Близько 700 українських родин переселенців у північній частині штату; українські скупчення: Ірасема й околиці, Нова Галичина тощо.
Санта-Катарина має стратегічні позиції у Південноамериканському Спільному Ринку. Він розташований між паралеллю 25º5741" і 29º2355" з південної широти і між зенітом 48º1937" і 53º5000" із західної довготи. Від Флоріанополісу 1 673 км до Бразиліа, 705 км до Сан-Пауло, 1 144 км до Ріо-де-Жанейро і 1 850 км до Буенос-Айреса.
Атлантичне узбережжя Санта-Катарини має багато мілин, островів, бухт і лагун. Вологі тропічні ліси перетинаються численними короткими потоками з лісистих схилів сьєри.
У жовтні кожного року в муніципалітеті Ітажаї (місто-порт) проводиться свято Марежада.

## Мезорегіони
Штат розділений на 6 адміністративно-статистичних мезорегіона:
- Валі-ду-Ітажаї
- Гранді-Флоріанополіс
- Захід штату Санта-Катарина
- Північ штату Санта-Катарина
- Південь штату Санта-Катарина
- Серрана